# Francesco Lamon
Francesco Lamon (ur. 5 lutego 1994 w Mirano) – włoski kolarz torowy i szosowy, mistrz olimpijski i pięciokrotny medalista torowych mistrzostw świata.

## Kariera
Pierwszy sukces w karierze osiągnął w 2011 roku, kiedy zdobył złoty medal w omnium na torowych mistrzostwach Włoch. W 2015 roku zdobył brązowy medal w madisonie na mistrzostwach Europy U-23. Podczas torowych mistrzostw Europy w Yvelines w 2016 roku wraz z kolegami z reprezentacji zdobył srebrny medal w drużynowym wyścigu na dochodzenie. W tej samej konkurencji zdobywał następnie brąz na MŚ w Hongkongu (2017), brąz na MŚ w Apeldoorn i złoto na ME w Glasgow (2018), brąz na MŚ w Berlinie (2020), złoto na MŚ w Roubaix (2021) i srebro podczas MŚ w Yvelines (2022).
Brał też udział w igrzyskach olimpijskich w Tokio, gdzie Włosi ponownie zwyciężyli w drużynowym wyścigu na dochodzenie. Podczas rozgrywanych w 2016 roku igrzysk olimpijskich w Rio de Janeiro w tej samej konkurencji Włosi zajęli szóstą pozycję.